# Blair Athol Coal Mine
Die Blair Athol Coal Mine ist ein Bergwerk im Bowenbecken in Queensland, Australien.
Sie verdrängte den ehemaligen Ort Blair Athol, der von dem Siedler James MacLaren 1863 gegründet und nach dem schottischen Dorf Blair Atholl mit seinem Blair Castle benannt wurde. Der nächste Ort ist heute das rund 15 km südöstlich gelegene Clermont.
Die heute im Tagebau abgebaute Steinkohle ist zum Verbrennen in Kraftwerken, aber nicht zur Koksproduktion geeignet. Sie wird per Bahn nach Hay Point transportiert, wo sie überwiegend nach Asien verschifft wird. Die benachbarte, von Glencore betriebene Clermont Coal Mine nutzt die Verladeeinrichtungen und die Bahnstrecke.

## Geschichte
1864 entdeckte ein Farmer in nur 18 Metern Tiefe Kohle, als er auf seinem Hof nach Wasser bohrte. Zunächst wurde nur das 1,5 m dicke oberste Flöz abgebaut. Die Kohle wurde anfänglich zum Schmelzen von Kupfer in Copperfield (bei dem heutigen Clermont) verwendet. 1884 erreichte die Eisenbahn Clermont und 1910 wurde sie bis Blair Athol verlängert. Bald darauf fand man das zweite Flöz etwas tiefer. Viele Jahre später stellte man fest, dass es bis zu 32 Meter dick ist.
1922 begann man mit dem Tagebau, dem ersten in Queensland. Er wurde im Auftrag der Betreiber von dem jungen Unternehmer Manuel Hornibrook aus Brisbane angelegt.
1968 übernahm Rio Tinto Blair Athol, die ab 1984 den Abbau in großem Stil betrieben. Von 2012 bis 2017 war der von Rio Tinto betriebene Tagebau geschlossen, als man sich mit dem Verkauf der australischen Kohlenbergwerke aus der Förderung fossiler Brennstoffe zurückzog. Blair Athol wurde an TerraCom verkauft, die es wieder eröffneten, seitdem betreiben und nicht mehr benötigte Flächen rekultivieren sollen.